# پروژه نقطه‌ویرگول
پروژه نقطه‌ویرگول - که به شکل پروژه؛ نشان داده می‌شود - یک سازمان غیرانتفاعی سلامت ذهن آمریکایی است که کار اصلی آن‌ها مبارزه با خودکشی است. این جنبش با هدف «ابراز امید و عشق به کسانی که درگیر افسردگی، خودکشی، اعتیاد و خودآزاری هستند» در سال ۲۰۱۳ میلادی بنیان‌گذاری شد. این سازمان به خاطر تشویق کردن مردم به خال‌کوبی کردن نقطه‌ویرگول بر روی بدن‌هایشان برای ایجاد هم‌بستگی بین مردمی که درگیر بیماری‌های ذهنی یا خودکشی هستند معروف و شناخته می‌شود.

## تاریخچه
پروژهٔ نقطه‌ویرگول در سال ۲۰۱۳ توسّط ایمی بلوئل برای احترام به پدرش که در سال ۲۰۰۳ بر اثر خودکشی درگذشت، تأسیس شد. ایمی بلوئل یک مسیحی بود.

### ایمی بلوئل
بلوئل در ویسکانسین زندگی می‌کرد. بعد از طلاق پدر و مادرش بلوئل که ۶ سال داشت، تصمیم گرفت که با پدر و نامادری‌اش زندگی کند. از همان زمان بلوئل متحمّل آزارهای جسمانی توسّط نامادری‌اش می‌شد. در ۸ سالگی او به یک سازمان محافظت از کودکان برده شد. بلوئل بعد از این‌که در ۱۰ ساگی مورد آزار جنسی و در ۱۳ سالگی مورد تجاوز قرار گرفت، خودآزاری را شروع کرد و تلاش کرد تا خودش را بکشد. در ۱۸ سالگی پدر بلوئل در اثر خودکشی در گذشت و بلوئل نیز متعاقباً از سرویس حمایت از کودکان خارج شد. در سال‌های اوّلیّهٔ کالج، به بلوئل دو بار تجاوز شد و یک‌بار سقط جنین انجام داد. بلوئل در ۳۰ سالگی از اعتیاد به الکل رنج می‌کشید و ۵ بار اقدام به خودکشی کرد.
بلوئل در ۲۳ مارس ۲۰۱۷ در سنّ ۳۱سالگی درگذشت؛ علّت مرگ او نیز خودکشی عنوان شد. او با شریکش دیوید در یک رابطهٔ عاطفی بود.

## بررسی اجمالی
پروژهٔ نقطه‌ویرگول خود را «مختص ابراز امید و عشق به کسانی که درگیر بیماری‌های ذهنی، خودکشی، اعتیاد و خودآزاری هستند» و «تشویق به جرئت، عشق و الهام‌بخشی» تعریف می‌کند. در حالی که آن‌ها خود را وقف کاهش آمار خودکشی در آمریکا و سراسر دنیا کرده‌اند، که اعضا و کارکنان این جنبش هیچ‌کدام روان‌پزشک نیستند و آموزش‌های حرفه‌ای سلامتی روان را ندیده‌اند؛ بنابراین آن‌ها توصیه می‌کنند که با خطوط اضطراری خودکشی تماس بگیرید یا به متخصّصان بهداشت روان مراجعه کنید. این جنبش، مردمانی با عقاید و مذاهب مختلف را دربر گرفته‌است.

## طرف‌داران

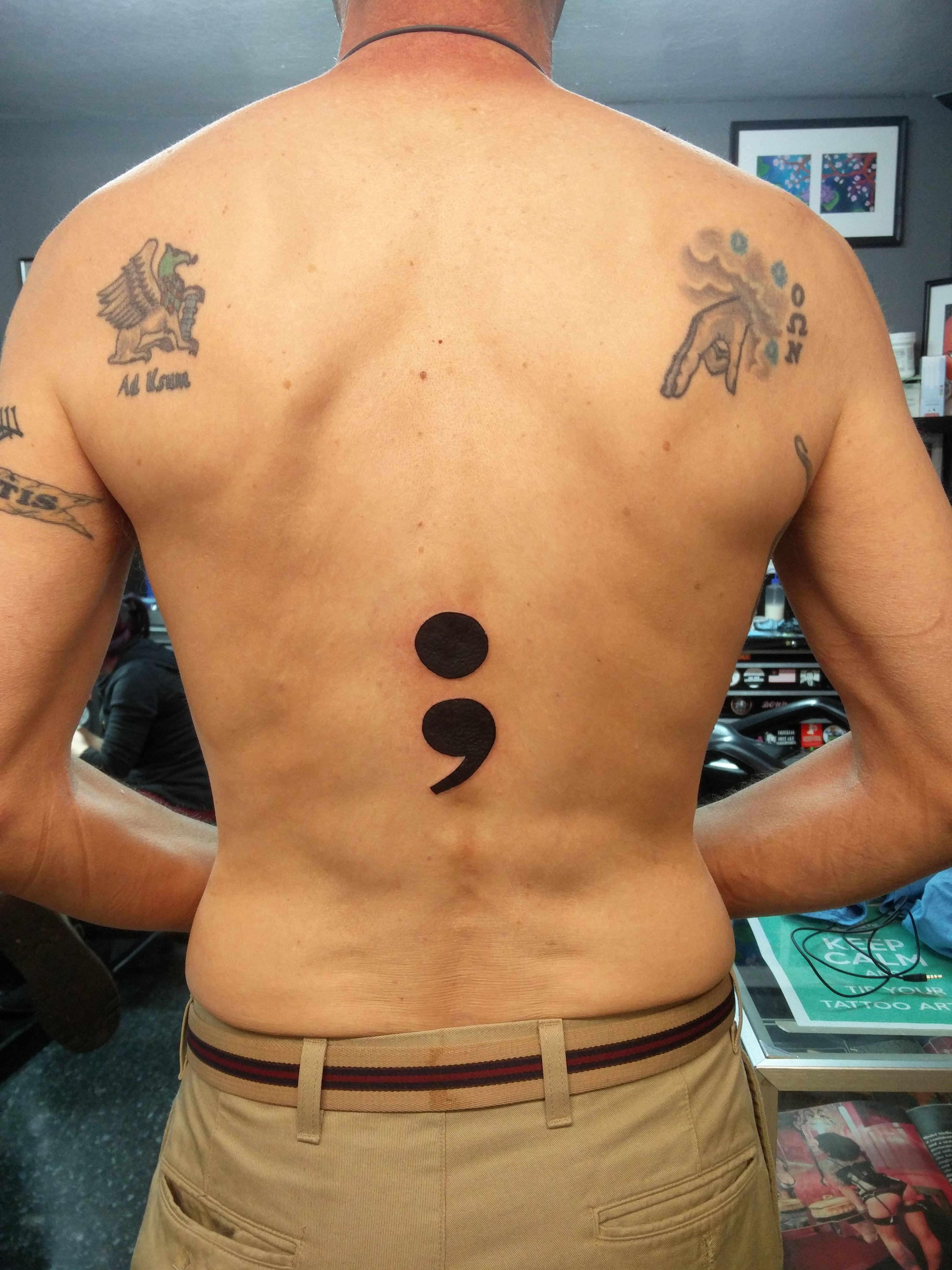
خال‌کوبی پروژهٔ نقطه‌ویرگول در پشت بدن؛ در این‌جا نقطه‌ویرگول هم‌چنین نمادی از تثلیث است.

پروژه نقطه‌ویرگول بدین شکل توضیح می‌دهد که «یک نقطه‌ویرگول زمانی استفاده می‌شود که نویسنده می‌تواند جملهٔ خود را به پایان برساند ولی تصمیم می‌گیرد این کار را نکند. نویسنده شمایید و جمله هم زندگیتان است».
این جنبش در اوایل ژوئیه ۲۰۱۵ معروف شد. مردم شروع به بارگذاری عکس‌های خالکوبی نقطه‌ویرگول خود از طریق رسانه‌های اجتماعی برای حمایت از این جنبش کردند که باعث توجّه رسانه‌ها به این موضوع شد و به جریان اصلی خبرها پیوست.
یک کتاب با عنوان پروژهٔ نقطه‌ویرگول: داستان تو تمام نشده در ۵ سپتامبر ۲۰۱۷ منشتر شد. این کتاب ترکیبی از داستان‌ها و عکس‌های به اشتراک گذاشته شدهٔ جامعهٔ آنلاین پروژهٔ نقطه‌ویرگول است که توسّط هارپر کالینز منتشر شد.

## پشتیبانی
پروژهٔ نقطه‌ویرگول تکرار شد زمانی که سلنا گومز به مناسبت انتشار سریال ۱۳ دلیل برای این‌که روی مچ دست خود خالکوبی کرد. منطبقاً بازیگران این سریال یعنی آلیشا بو و تامی دورف‌من هم این نشان را بر روی مچ دست خود خالکوبی کردند.